# さくら総合リート投資法人
さくら総合リート投資法人（さくらそうごうリートとうしほうじん）は、東京都千代田区にかつて存在した投資法人（J-REIT）。

## 概要
2016年に設立され東証に上場した。スポンサーはオーストラリアのガリレオグループと日本管財で、資産運用会社は「さくら不動産投資顧問株式会社」であった。
前身である「ガリレオ・ジャパン・トラスト」は、ガリレオグループと日本管財により設立された日本の不動産を投資対象とするA-REIT（オーストラリア版REIT）として2006年12月にオーストラリア証券取引所（ASX）に上場したが、市場価格の低迷していたためASXで上場廃止し、J-REITに切り替えて東証に上場したものである。
2019年5月10日、スターアジアグループのライオンパートナーズ合同会社より、さくら総合リート投資法人とスターアジア不動産投資法人との合併に向けた提案が出され、執行役員のライオンパートナーズ代表の杉原亨氏への交代と、資産運用会社のスターアジア投資顧問株式会社への交代を議案とする投資主総会の開催を請求された。対して、さくら総合リート側は同年5月17日に反対を表明した。同年6月28日、関東財務局はスターアジアが請求した臨時投資主総会招集許可を決定した。さくら総合側は対抗策として、同年7月18日に投資法人みらいとの合併を発表、同年8月5日に合併契約を締結した。同年8月30日、臨時投資主総会が開催され、スターアジア側の合併提案が可決され、J-REIT初の敵対的買収が成立した。
2020年3月1日に資産運用会社がスターアジア投資顧問株式会社に変更、同年3月30日の投資主総会にてスターアジア不動産投資法人との合併が可決、同年7月30日に上場廃止、同年8月1日に吸収合併された。

## 沿革
- 2016年4月1日 - 本投資法人の成立。資産運用会社は「さくら不動産投資顧問株式会社」
- 2016年9月8日 - 東証に上場
- 2020年3月1日 - 資産運用会社を「スターアジア投資顧問株式会社」に変更
- 2020年7月30日 - 上場廃止
- 2020年8月1日 - スターアジア不動産投資法人に吸収合併され消滅

## ポートフォリオ
上場当初は、18物件、取得価格57,360百万円であった。
オフィスビル
- OF-01：成信ビル（東京都新宿区） - 7,880百万円
- OF-02：NKビル（東京都千代田区） - 3,730百万円
- OF-03：司町ビル（東京都千代田区） - 3,820百万円
- OF-04：高田馬場アクセス（東京都新宿区） - 3,330百万円
- OF-05：麻布アメレックスビル（東京都港区） - 2,020百万円
- OF-06：飛栄九段ビル（東京都千代田区） - 1,960百万円
- OF-07：新横浜ナラビル（神奈川県横浜市） - 1,910百万円

商業施設
- RT-01：ラパーク岸和田（大阪府岸和田市） - 6,460百万円
- RT-02：シュロアモール筑紫野（福岡県筑紫野市） - 7,670百万円
- RT-03：西友水口店（滋賀県甲賀市） - 4,150百万円
- RT-04：シュロアモール長嶺（熊本県熊本市） - 4,180百万円

住宅
- RS-01：白井ロジュマン（千葉県白井市） - 2,180百万円
- RS-02：松屋レジデンス関目（大阪府大阪市） - 1,820百万円
- RS-03：ロイヤルヒル神戸三宮II（兵庫県神戸市） - 1,480百万円
- RS-04：アーバンプラザ今里（大阪府大阪市） - 940百万円

その他の施設
- OT-01：船橋ハイテクパーク・ヒダン工場（千葉県船橋市） - 1,720百万円
- OT-02：船橋ハイテクパーク工場（千葉県船橋市） - 710百万円
- OT-03：コンフォモール札幌（北海道札幌市） - 1,400百万円